# مارك فيشر (لاعب كرة قدم أمريكية)
مارك فيشر (بالإنجليزية: Mark Fischer)‏ هو لاعب كرة قدم أمريكية أمريكي، ولد في 29 يوليو 1974 في سينسيناتي في الولايات المتحدة.

## وصلات خارجية
- مارك فيشر على موقع مرجع كرة القدم المحترفة.كوم (الإنجليزية)